# Karur
Karur és una ciutat i municipalitat de Tamil Nadu, capital del districte de Karur i antigament una ciutat del districte de Coimbatore a la presidència de Madras. És a la riba dreta de l'Amravati prop de la confluència amb el Kaveri. Segons el cens de 2001 tenia 154.328 habitants. La població el 1872 era de 9.378 habitants, el 1881 de 9.205, i el 1901 de 12.769.

## Denominacions
Apareix també esmentada com Tiruvanilai o Pasupati (El lloc de la vaca sagrada) mentre que Karur vol dir "Ciutat embrió" perquè es considera que és el lloc on Brahma va començar a crear el món (per això també s'esmenta com Brahmapuri en les llegendes. Altres noms que ha rebut són Caroor o Karuru; el Kapoupa de Claudi Ptolemeu; en alguns moments anomenada Vanji i Garbhapuri.

## Història
S'hi han trobat monedes romanes dels emperadors August, Tiberi i Claudi. Fou capital de la dinastia Txera. El lloc de la ciutat era proper al punt d'unió dels tres estats rivals dels Cola, Chera i Pandya. El 1565 a la caiguda de l'imperi de Vijayanagar va quedar en mans dels nayaks de Madura, però després d'algunes ocupacions temporals, al final del segle xvii va quedar annexionada a Mysore i va esdevenir las seva principal plaça fronterera. El 1639 els jesuïtes portuguesos van establir una missió en aquest lloc però no va durar gaires anys. El 1736 Chanda Sahib la va assetjar sense èxit. El 1760 fou capturada després d'un setge pels britànics en revenja per l'ajut donat als francesos per Haidar Ali de Mysore; els britànics la van conservar fins al 1768, quan Haidar la va reconquerir i el tractat de 1769 li va confirmar la possessió. El 1783 el fort fou ocupat pel coronel Lang que el va conservar durant un mesos. Fou capturada per tercera vegada el 1790 pel general Medows, però restaurada a Mysore per la pau de 1792. Després del 1799 i la derrota de Tipu Sultan va passar a la Companyia Britànica de les Índies Orientals, i fou convertida en estació militar fins al 1801. El fort va quedar aviat en ruïnes. El 1874 es va formar la municipalitat.